# 双河乡 (白河县)
双河乡是中国陕西省安康市白河县下辖的一个乡。

## 行政区划
双河乡下辖以下行政区：
双全村、双河村、民主村、双安村、双宝村、孔城村、五星村、闫家村